# Diario del Plata (Uruguay)
Diario del Plata fue un periódico matutino uruguayo fundado en el 5 de marzo de 1912.

## Historia
Diario del Plata fue fundado en 1912 y su última edición fue en 1933.
Uno de sus fundadores fue Antonio Bachini con fondos de 3 empresarios locales Nicolás Inciarte, Juan Astiz y Telésforo Arteaga que buscaban juntar a los partidarios colorados contrarios a la figura de Jose Batlle y Ordóñez.
Colaboraron en él personalidades del mundo de la cultura como José Enrique Rodó, Lauro Ayestarán, Wimpi, Ismael Cortinas y Hermenegildo Sábat.
Directores y Redactores
- Antonio Bachini - 1914-1918
- Juan Andrés Ramírez Chain - 1918-1933

Secciones y colaboradores
- Crítica de arte y teatral - Bernardo Bergeret-Rafael Conde-Juan Antonio Zubillaga-Luis Scarzolo Travieso
- Sección Turfística - Julio C. Enciso-Carlos Ferrando-Pablo Prando Ballesteros-Horacio López Vignart-
- Política - Antonio Soto-Enrique H. Aubriot
- Notas históricas-biográficas - Ángel Baz Robert
- Deportes - Dionisio Alejandro Vera-Julio César Piñón-Juan Carlos Faig-Julio César Puppo-Roberto Espil-Enrique H. Aubriot
- Ajedrez - Serafín Ledesma Iglesias
- Página femenina - Teresa Santos de Bosch

## Diario El Plata
El 31 de diciembre de 1914 aparecía "El Plata" que funcionaba como complemento vespertino dándole importancia, en un principio, solo a los temas literarios, de sociabilidad y deportivos y luego incluyendo temas políticos y de actualidad. Ambos diarios eran publicados por la misma empresa y casi por los mismos redactores que fueron adhiriendo al Partido Nacional (Uruguay)
Este diario El Plata se anexó al diario matutino El País (Uruguay) en 1963.
Directores y Redactores

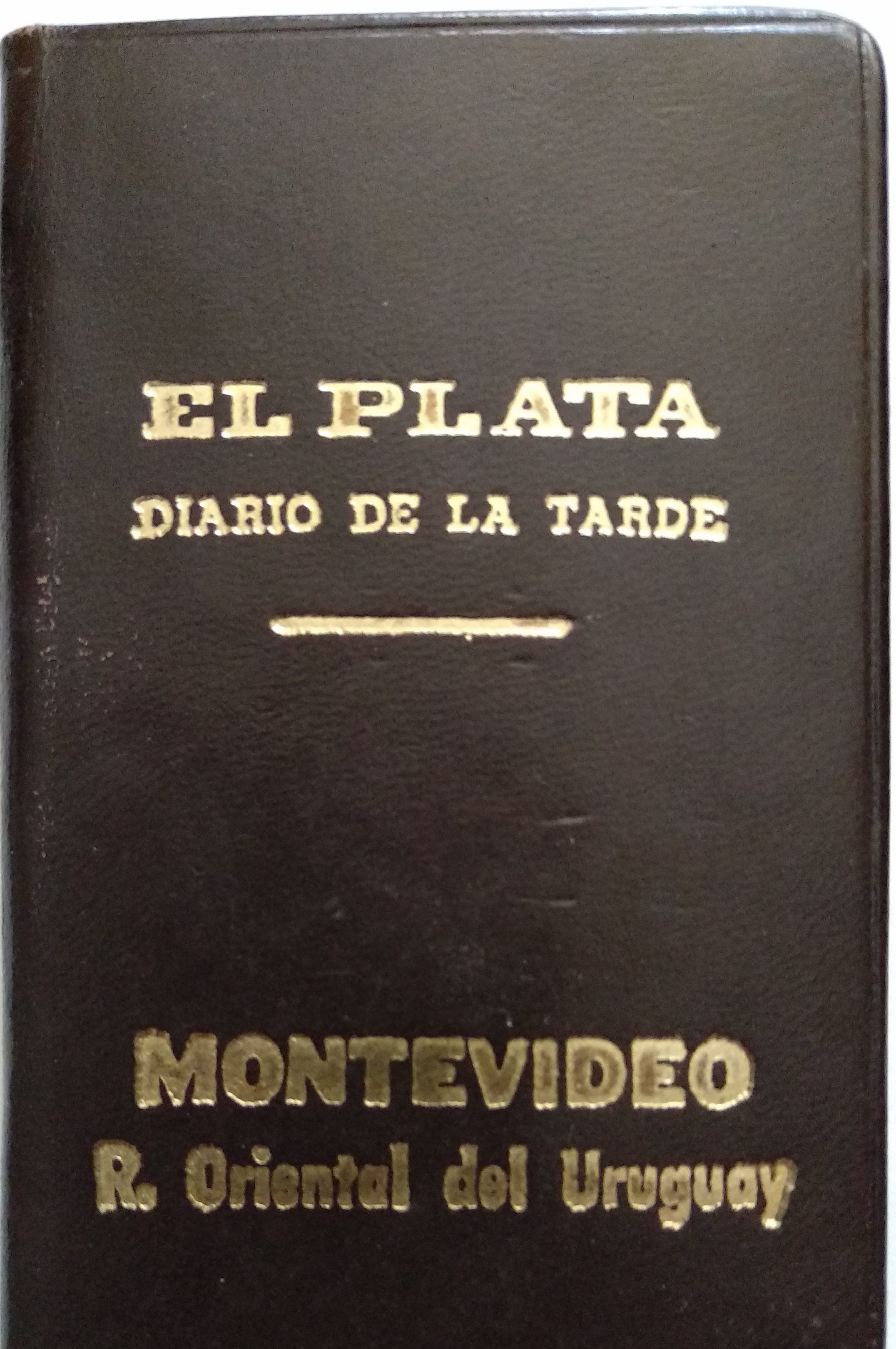
carnet de empleado de El Plata, diario de la tarde

- Juan Andrés Ramírez Chain - 1914-1958
- Luis Felipe de la Riva - 1915

Secciones y colaboradores
- Política - Antonio Soto - Alfredo García Morales - Tomás García Rosselló - Enrique H. Aubriot - José Pedro Aramendia
- Deportes - Enrique H. Aubriot-Raúl Velasco - Héctor Pedro Reboledo - Esteban Ariano - Francisco Corney - Genaro Carleo
- Humor - César Rappalini
- Sección Turfística - Eduardo Moratorio Lerena
- Crítica de arte y teatral - Luis Scarzolo Travieso - Víctor Soliño - Elías Rodríguez Arasa
- Crónica policial - Luis Estevan Ríos